# رگس کالامیان
رگس کالامیان (ارمنی: Ռեքս Կալամյան؛ انگلیسی: Rex Kalamian؛ ) بازیکن بسکتبال در پست اهل ارمنی‌تبار اهل ایالات متحده آمریکا است. وی هم اکنون مربی تیم ملی بسکتبال ارمنستان می‌باشد

## باشگاهی
از باشگاه‌هایی که در آن بازی کرده‌است می‌توان به تورنتو رپترز اشاره کرد.

## زندگی‌نامه
وی در لس آنجلس به دنیا آمد و با مدرک کارشناسی در رشته مدیریت اجرایی کسب و کار از دانشگاه ایالتی پلی‌تکنیک کالیفرنیا، پومونا فارغ‌التحصیل گشت. . مادربزرگ از بازماندگان نسل‌کشی ارمنی‌ها بود..